# Gypsophila bicolor
Gypsophila bicolor là loài thực vật có hoa thuộc họ Cẩm chướng. Loài này được (Freyn. & Sint.) Grossh. mô tả khoa học đầu tiên năm 1919.